# Септима
Се́птима (лат. septima — седьмая) — музыкальный интервал шириной в семь ступеней, обозначается цифрой 7.

## Разновидности септимы

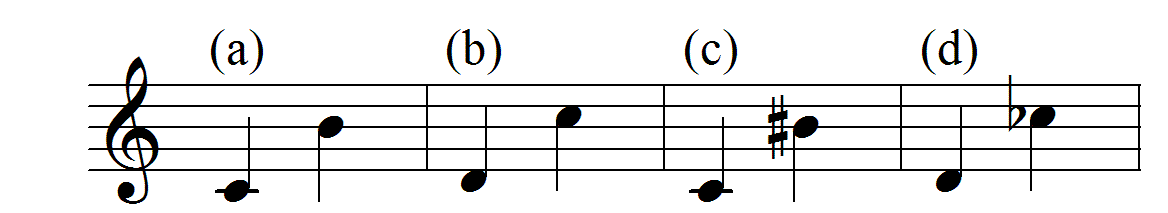
(a) — большая септима, (b) — малая септима, (c) — увеличенная септима, (d) — уменьшённая септима

- Большая септима — интервал в семь ступеней или пять с половиной тонов, обозначается б. 7

- Малая септима — интервал в семь ступеней или пять тонов, обозначается м. 7

- Увеличенная септима — интервал в семь ступеней или шесть тонов. Обозначается ув. 7, энгармонически равна чистой октаве, в музыке практически не используется.

- Уменьшённая септима — интервал в семь ступеней или четыре с половиной тона, обозначается ум. 7. Энгармонически равна большой сексте.

Уменьшённая септима на VII ступени гармонического мажора и минора является характерным интервалом и разрешается в чистую квинту на I ступени (тоническую). Также может быть построена:
- в мажоре на II повышенной и на III (с участием II пониженной) ступенях. В обоих случаях движением одного из голосов на полтона разрешается в малую сексту на III ступени.
- в миноре на IV повышенной и на V (с участием IV пониженной) ступенях. В обоих случаях движением одного из голосов на полтона разрешается в малую сексту на V ступени.

## Акустика септимы
В натуральном строе соотношение частот крайних звуков большой септимы составляет 8:15 (б.3 + ч.5), для малой септимы — либо 5:9 (м.3 + ч.5), либо 9:16 (ч.4 + ч.4).

## Звучание
- Малая септима:

| C-B Восходящая последовательность Помощь по воспроизведению файла | C-D Нисходящая последовательность Помощь по воспроизведению файла |

- Большая септима:

| C-H Восходящая последовательность Помощь по воспроизведению файла | C-Des Нисходящая последовательность Помощь по воспроизведению файла |